# Die vierzig Tage des Musa Dagh
Die vierzig Tage des Musa Dagh ist ein im November 1933 erschienener historischer Roman des österreichischen Schriftstellers Franz Werfel, in dem der Völkermord an den Armeniern und der armenische Widerstand auf dem Berg Musa Dağı unter der Führung von Moses Der Kalousdian literarisch verarbeitet wird.
Das Zentrum der Handlung bildet die Selbstverteidigung einer kleinen Gemeinschaft von Armeniern, die in der Nähe des Musa Dağı, einem Berg im Vilayet von Aleppo im Osmanischen Reich leben (heute Teil der südtürkischen Provinz Hatay), sowie die Ereignisse in Konstantinopel (Istanbul) und den Provinzhauptstädten, wo die jungtürkische Regierung die Deportationen, Konzentrationslager und Massaker an den armenischen Bürgern des Reiches orchestrierte. Die Fakten und das Ausmaß des Völkermordes an den Armeniern waren bis zu Werfels Roman kaum bekannt.
Der Roman erzielte einen großen internationalen Erfolg und gilt als bedeutendes literarisches Zeugnis der Verfolgung und des Völkermords an der armenischen Nation während des Ersten Weltkriegs. Obwohl Werfel bereits im Frühjahr 1933 als Pazifist und Teil einer jüdisch-stämmigen Familie aus der Preußischen Akademie der Künste ausgeschlossen wurde, konnte das Werk noch im November 1933 ausgeliefert werden. Bereits drei Monate später wurde es allerdings von den Nationalsozialisten konfisziert und öffentlich verbrannt.
Aufgrund der Bemühungen wechselnder türkischer Regierungen, die Entwicklung einer filmischen Adaption zu verhindern, konnte 1982 nur eine amerikanische Verfilmung mit einem geringen Budget realisiert werden.

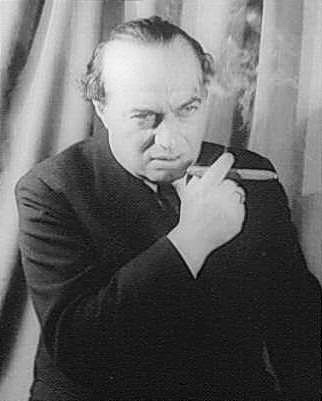
Franz Werfel, fotografiert 1940 von Carl van Vechten

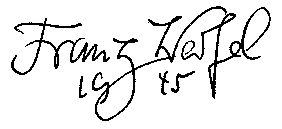
Unterschrift von Franz Werfel 1945

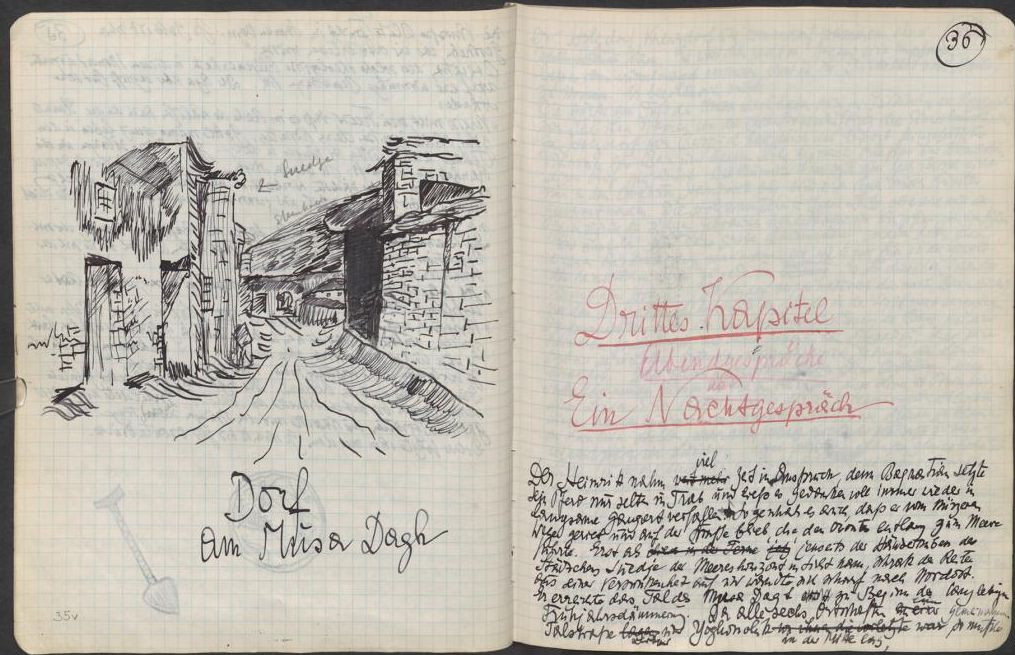
Autograph

## Entstehungsgeschichte

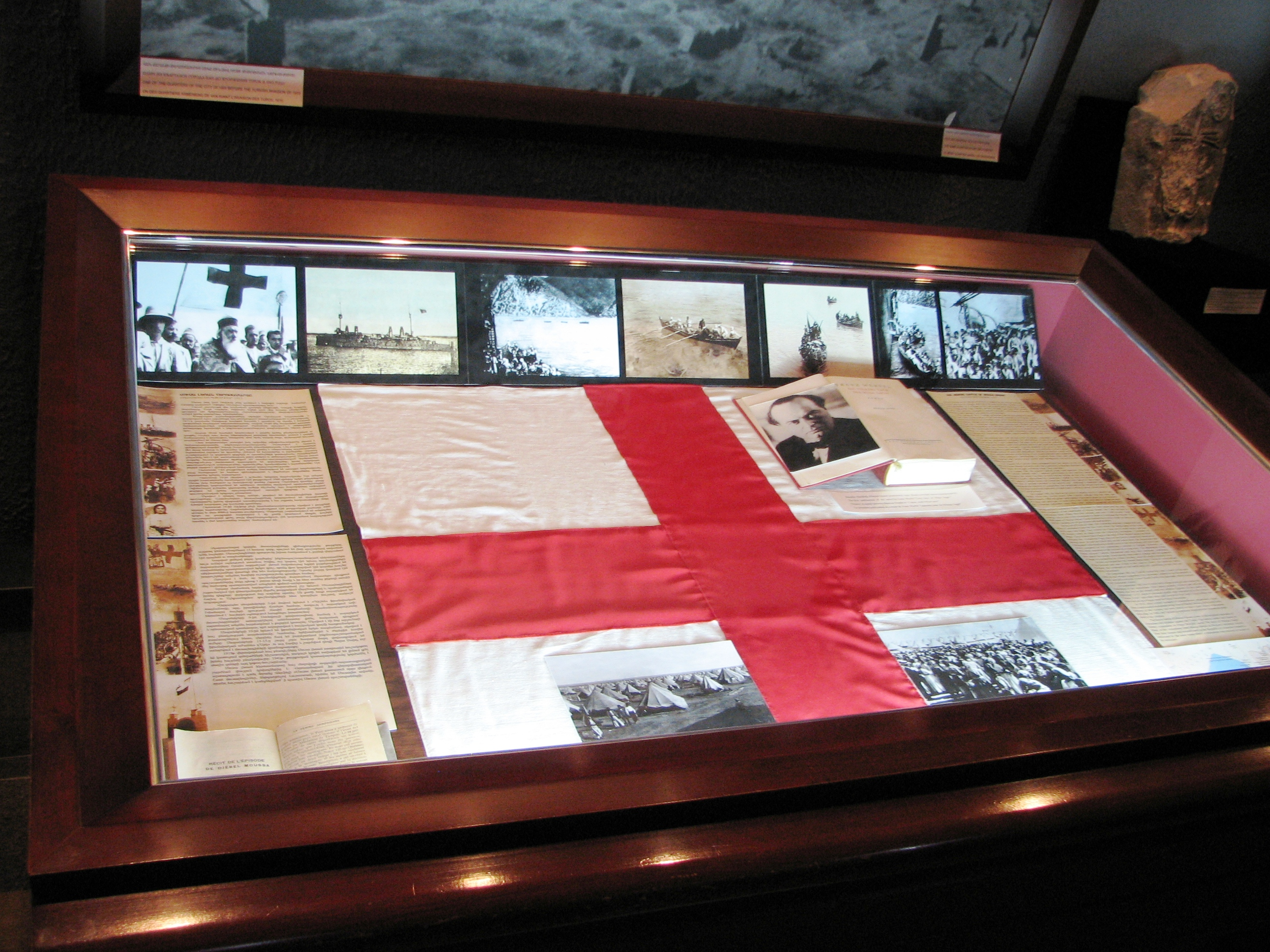
Schaukasten im armenischen Völkermord-Museum Zizernakaberd in Jerewan mit dem aufgeschlagenen Buch Die vierzig Tage des Musa Dagh

Im Jahre 1929 reiste Franz Werfel mit Alma Mahler über Kairo nach Jerusalem und weiter nach Damaskus. Ihr Führer zeigte ihnen die großartigen Moscheen der Stadt und die Kaufhäuser. So gelangten sie schließlich auch in die größte Teppichweberei der Stadt. Bei der Führung durch das große Anwesen bemerkten sie überall ausgehungerte Kinder, die Hilfsarbeiten verrichteten. Auf ihre Frage an den Fabrikbesitzer antwortete dieser: „Ach diese armen Geschöpfe, die klaube ich auf der Straße auf und gebe ihnen zehn Piaster pro Tag, damit sie nicht verhungern. Es sind die Kinder der von den Türken erschlagenen Armenier. Wenn ich sie hier nicht beherberge, verhungern sie, und niemand kümmert sich darum. Leisten können sie ja nicht das geringste, sie sind zu schwach dazu“. Auf ihrer weiteren Reise in das libanesische Gebirge sahen sie viele armenische Dörfer, die sich von den türkischen Siedlungen durch ihre Sauberkeit und Blumenpracht unterschieden.

Das Unrecht, das den Armeniern zugefügt worden war, bewegte Franz Werfel so sehr, dass er noch auf der Reise die Idee eines Romans skizzierte. Um die historischen Details zu erfahren, ließ er sich von dem Gesandten Graf Clauzel alle Protokolle aus dem Pariser Kriegsministerium über die türkischen Gräuel aus dieser Zeit zusenden. Historisch belegt ist der Widerstand auf dem Musa Dağı unter anderem durch den deutschen Konsul in Aleppo Walter Rößler. Auch im Bericht über die Lage des armenischen Volkes in der Türkei des Johannes Lepsius wird das Ereignis erwähnt: 

„Aus Dörfern bei Suidije am Ausfluß des Orontes konnte sich ein Haufe von 4058, darunter 3004 Frauen und Kinder, auf den Dschebel-Musah flüchten. Er wurde an der Küste von einem französischen Kreuzer aufgenommen und nach Alexandrien geborgen.“

Die Niederschrift von Werfels Buch erfolgte in der Zeit vom Juli 1932 bis März 1933.

## Inhalt

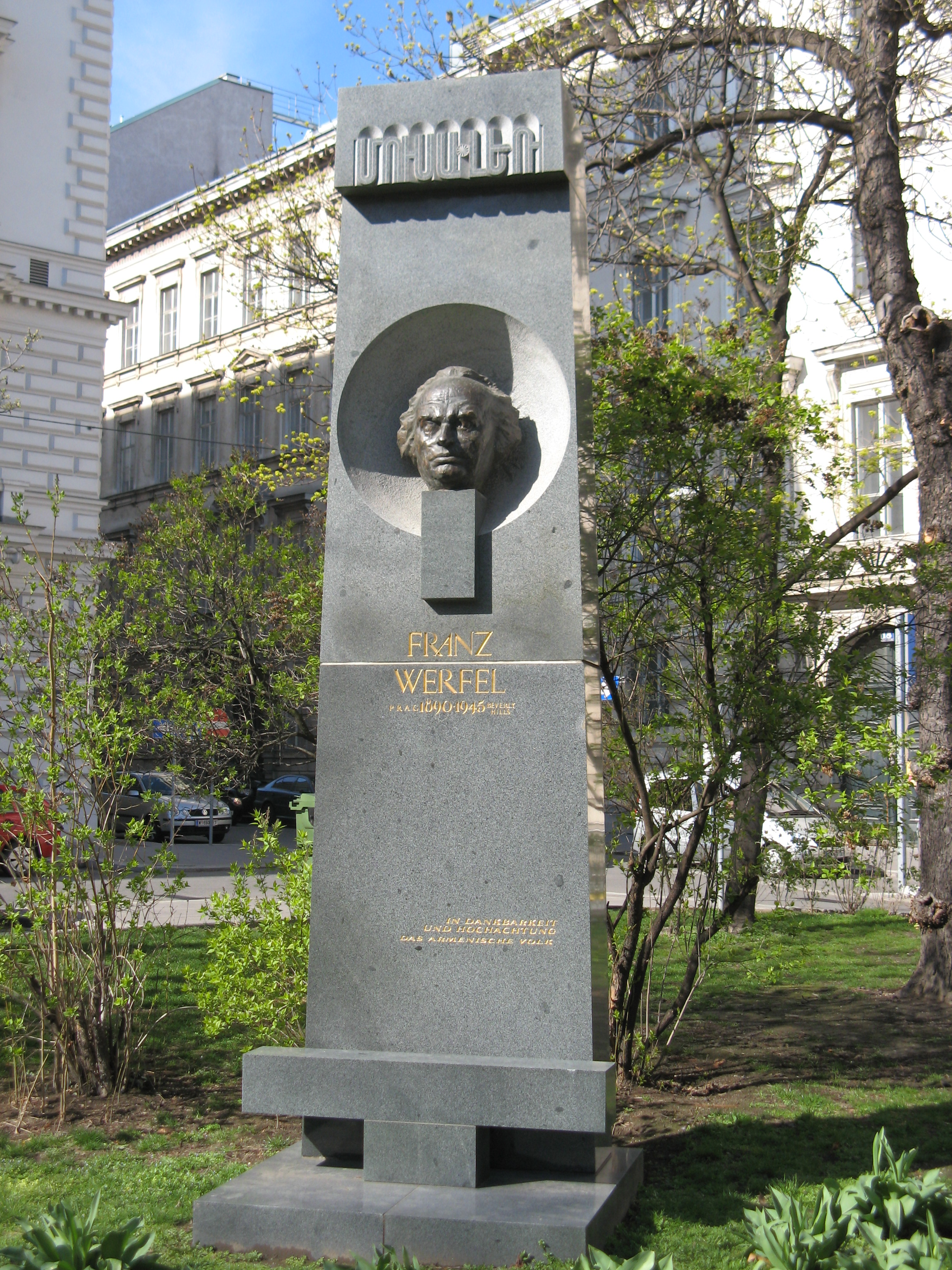
Franz-Werfel-Denkmal von Ohan Petrosjan im Schillerpark in Wien. Der Granitpfeiler trägt die Inschrift: „In Dankbarkeit und Hochachtung. Das armenische Volk.“

Der Roman ist in drei Bücher gegliedert.

### Erstes Buch: „Das Nahende“

#### Erstes Kapitel
Teskeré
Es ist das Frühjahr 1915. Das Osmanische Reich befindet sich im Bündnis mit den Mittelmächten im Krieg gegen die Triple Entente. Für die armenischen Bewohner des Dorfes Yoghonoluk und der umliegenden Dörfer, die unterhalb des Berges Musa Dağı liegen, – Azir, Bitias, Hadji Habibli, Kebussije, Kheder Beg und Wakef – deutet sich das drohende Unheil für ihre Gemeinschaft an, als die Inlandspässe, die Teskeré, von den einheimischen türkischen Polizisten, den Saptiehs, eingezogen werden. Zu den Bewohnern des Dorfes zählt seit kurzer Zeit auch die Familie Bagradian. Gabriel Bagradian, 35 Jahre alt, hat das Dorf vor 23 Jahren verlassen, in Paris gelebt und ist jetzt mit seiner Frau Juliette, einer Französin, und seinem Sohn Stephan, 13 Jahre alt, für einen kurzen Aufenthalt zum Anwesen seines verstorbenen Großvaters zurückgekehrt. Gabriel ist Reserveoffizier der türkischen Armee.

#### Zweites Kapitel
Konak Hamam Selamlik
Bei seinen Nachforschungen in Antiochia im Büro des Müdir, des Hauptmanns des Bezirkes, erhält Bagradian keine offizielle Erklärung für diese Maßnahme; in weiteren Begegnungen mit osmanischen Verwaltungsbeamten spürt er aber die feindliche Stimmung gegen sein Volk. Ein alter türkischer Freund der Familie, der Agha Rifaat Bereket, rät ihm, im Dorfe zu bleiben und zu schweigen. Er selbst werde sich in Istanbul für die armenischen Bewohner der Dörfer einsetzen.

#### Drittes Kapitel
Die Notabeln von Yoghonoluk
Die armenischen Dörfer sind wohlgepflegt. Ihre Bewohner sind berühmt für ihre Kunstfertigkeiten. Sie schnitzen kunstvolle Gegenstände aus Holz und Horn, nähen Tücher mit feinen Spitzen, spinnen Seide und gewinnen den besten Honig von den Bienen des Musa Dağı. Das Anwesen der Familie Bagradian liegt etwas außerhalb des Dorfes. Dort haben sich die Honoratioren des Dorfes versammelt. Es sind dies der protestantische Pfarrer Nokhudian mit Gemahlin, der Muchtar (Bürgermeister) von Yoghonuluk mit Gattin, die Lehrer Schatakhian und Oskanian sowie der Apotheker Krikor, der als einziger im Dorfe über eine große Bibliothek verfügt, und der alte Arzt Altouni mit seiner Frau, die für die ärztliche Versorgung der Dörfer zuständig sind. Sie sind voller Bewunderung für ihre Gastgeberin Juliette Bagradian. Über die drohende Gefahr wird nicht ernsthaft gesprochen. Ein junger Mann mit amerikanischem Pass, Gonzague Maris mit Namen, spielt einige Stücke auf dem Klavier, bevor sich die Gesellschaft auflöst. Gabriel sagt nichts von seinen Befürchtungen. In einem Gespräch während der Nacht aber rät er seiner Frau, sich von ihm scheiden zu lassen und nach Frankreich zu fliehen. Juliette sind diese Äußerungen völlig unverständlich. Sie glaubt nicht an die Gefahr und will bei ihm bleiben.

#### Viertes Kapitel
Das erste Ereignis
Während Juliette sich der vielen neuen Aufgaben auf dem Landsitz erfreut, erkundet Gabriel die Dörfer und die Landschaft. Er wird sich seines armenischen Wesens und seiner Verbundenheit mit den armenischen Landbewohnern immer mehr bewusst. Er sammelt Informationen über die Bevölkerung und trifft sich mit Verantwortlichen. In einem Gespräch mit Ter Haigasun, dem gregorianischen Hauptpriester, erfährt er von der Verhaftung der armenischen Gebildeten in Istanbul. Im April trifft der protestantische Pfarrer Aram mit seiner schwangeren Frau, seiner schwer verletzten Schwester Iskuhi und dem Waisenkind Sato, aus Zeitun kommend im Dorfe ein. Sie sind zusammen mit allen armenischen Bewohnern der Stadt Zeitun deportiert worden, konnten aber fliehen. Sie mussten die ihnen anbefohlenen Waisenkinder zurücklassen. Pastor Aram Tomasian beteuert immer wieder: „Denkt nicht an die alten Massaker! Das ist viel schlimmer, viel trauriger, viel unerbittlicher als alle Massaker, und vor allem viel langsamer. Es bleibt bei Tag und Nacht…“ Einige Tage später wird der Gouverneur der Provinz, der Wali Djelal Bey, der den Armeniern immer wohlgesinnt war, vom Innenministerium in den Ruhestand versetzt.

#### Fünftes Kapitel
Zwischenspiel der Götter
Pastor Johannes Lepsius, ein deutscher Geistlicher, versucht den Kriegsminister Enver Pascha in Istanbul zu bewegen, keine weitere Deportation von Armeniern vorzunehmen. Der Kriegsminister schweigt dazu. Der Pastor verlässt ohne Hoffnung das Regierungsgebäude, und tatsächlich widerspricht Enver Pascha seinem Innenminister Talaat Bey nicht, als dieser die Telegramme mit den Deportationsanweisungen für die westlichen Vilajet (Provinzen) des osmanischen Reiches versendet.
- Pastor Lepsius berichtet im Vorwort (S. XII–XVIII) seines Armenienbuches[6] selbst von der Audienz bei Enver Pascha.

#### Sechstes Kapitel
Die große Versammlung
Gabriel durchforscht den Musa Dağı und fertigt genaue Karten an. Bei seinen Gesprächen mit den Dorfbewohnern lernt er Tschausch Nurhan kennen, der unter anderem eine Schlosserei betreibt und das Waffenhandwerk versteht. Vom Bürgermeister des Dorfes erfährt er, dass eine größere Zahl von Gewehren, die das Dorf 1908 von den Jungtürken für den Aufstand gegen den Sultan erhalten hatte, auf dem Friedhof versteckt ist. Derweil freundet sich Juliette mit Iskuhi an. Auch Stephan ist von den Gästen sehr angetan. Es ist Sonntag, der 24. Juli, als Bagradian vom türkischen Dorfpolizisten erfährt, dass die Bewohner der sieben armenischen Dörfer in zehn Tagen deportiert werden sollen. Ter Haigasun, der Oberste Geistliche, hat bereits die Bürgermeister zu sich gerufen. Es wird beschlossen, am Nachmittag eine Versammlung aller Bewohner vor der Villa Bagradian einzuberufen. Vor der Versammlung erläutert Bagradian seinen Plan, mit allen Dorfbewohnern auf den Musa Dağı zu ziehen und diesen gegen die türkische Polizei zu verteidigen. Er hob seine Hand wie zum Schwur: „Ich verpflichte mich hier vor euch, die Verteidigung so zu führen, dass unsere Frauen und Kinder länger vor dem Tode bewahrt bleiben als in der Verschickung. Wir können uns mehrere Wochen, ja Monate halten.“ Es kommt zu einer Abstimmung. Mehrere Hundert Menschen entscheiden sich, mit Pastor Nokhudian in die Verbannung zu ziehen. Die übrigen stimmen dafür, sich auf dem Musa Dağı zu verteidigen. In einer schriftlichen Abstimmung werden von den mehr als 4000 Versammelten die Führer gewählt. Die meisten Stimmen fallen auf Ter Haigasun, den obersten Geistlichen; es folgen Doktor Altouni, dann die sieben Muchtars (Bürgermeister) und die drei Dorfpriester. Des Weiteren werden in den Führerrat der Apotheker Krikor, einige Lehrer, Bagradian, der alte „Bauunternehmer“ Tomasian und Tschausch Nurhan, der länger gediente Unteroffizier, gewählt.

#### Siebentes Kapitel
Das Begräbnis der Glocken
Bagradian ist für die Verteidigung zuständig. Er zieht sofort mit einer Hundertschaft auf den Berg, lässt Gräben ausheben, das Lager einrichten und den Militärdienst üben. Als die Saptiehs unter Führung des Polizeihauptmanns und Müdirs in den Dörfern und der Villa auftauchen, sind alle Bewohner wieder vor Ort. Bis auf einige Morde und Vergewaltigungen verläuft der Tag glimpflich. Den Bewohnern der Dörfer wird drei Tage Zeit gegeben, ihre Habseligkeiten zu packen, bevor die „Umsiedlung“ beginnt. Reittiere und Karren dürften nicht mitgenommen werden. Nachdem die Polizisten die Dörfer verlassen haben, findet ein großer Bittgottesdienst in der Kirche statt. Die Glocken der Kirche werden abgesenkt, in einer Prozession zum Friedhof gebracht und „beerdigt“. Vom Rande des Friedhofs wird Erde in Bütten verladen. Sie soll den gläubigen Christen die Möglichkeit geben, ihre Toten auf dem Musa Dağı in geweihter Erde zu begraben. Dann nehmen die Familien Abschied von den Gräbern und kehren in ihre Dörfer zurück. In der Nacht zum 31. Juli sollen alle Familien, die dazu bereit sind, auf den Berg ziehen.

### Zweites Buch: „Die Kämpfe der Schwachen“

#### Erstes Kapitel
Unsere Wohnung ist die Bergeshöhe
Für 1000 Familien werden auf der Höhe des Musa Dağı in der sogenannten „Stadtmulde“ Laubhütten gebaut. Es wird ein Altarplatz eingerichtet und ein Gemeindehaus mit mehreren Räumen geschaffen. Juliette darf auf dem Dreizeltplatz in den Jagdzelten wohnen und selbst bestimmen, mit wem sie diese teilen will. Bagradian erklärt hierzu: „Meine Frau hat auch hier auf dem Damlajik das Recht, ihr eigenes Leben zu leben… Sie ist Französin, eine Fremde, ein Kind glücklicherer Völker, vom Schicksal gezwungen, unsere Leiden mitzuleiden. Sie wird folglich die großmütigste Gastfreundschaft unseres Volkes genießen.“ Nach langen Diskussionen sind alle Bewohner bereit, die vorhandenen Lebensmittel – vor allem die Ziegen und Schafe – zu teilen. Als am 4. August eine kriegsstarke türkische Kompanie in einer vermeintlich einfachen Polizeiaktion den Musa Dağı einnehmen will, wird sie von den gut vorbereiteten Armeniern vernichtend geschlagen.

#### Zweites Kapitel
Die Taten der Knaben
Der zweite Angriff erfolgt am 13. August. Er ist besser vorbereitet. Das Geschützfeuer überrascht die Verteidiger zunächst. Es gelingt ihnen jedoch mit einer geschickt ausgelösten Steinlawine die Angreifer auf der Südseite zu treffen und dank der wohlpräparierten Stellung auf der Nordseite können sie den Feind in einem Gegenangriff zurückschlagen. Als sich die Angreifer in der Nacht in die Dörfer zurückziehen und die beiden Geschütze unter geringer Bewachung am jenseitigen Berghang zurücklassen, gelingt es den Jugendlichen, diese Stellung auszukundschaften. Ihre beiden Anführer, Haik und der junge Stephan Bagradian, töten die Wachen oder treiben sie in die Flucht. So gelangen beide Geschütze in die Hände der Verteidiger. Während Bagradian Tag und Nacht mit der Organisation der Verteidigungsanlagen beschäftigt ist, hat sich seine Frau Juliette, die stundenweise im Lazarett arbeitet, mit Gonzague Maris angefreundet.

#### Drittes Kapitel
Die Prozession des Feuers
Howsannah, die Frau des protestantischen Pfarrers Aram Tomasian, gebiert einen Knaben; er wird auf den Namen Mikael getauft. Gonzague und Juliette kommen sich inzwischen immer näher. Er möchte mit ihr nach Antiochia fliehen. Sie kann sich aber nicht entscheiden. Gabriel Bagradian fühlt sich seinerseits zu Iskuhi hingezogen. Das türkische Militär zieht neue Truppen um den Musa Dağı zusammen. Mit fast 2000 Mann regulärer Infanterie und 3000 Mann bewaffneter Hilfstruppen versuchen sie einen neuen Angriff. Das Granatfeuer aus den beiden Haubitzen, die von Bagradian einjustiert sind, bringt den Angreifern jedoch erste Verluste ein und schafft große Verwirrung. Als die Verteidigung auf dem Nordhang unter ihrem Anführer, dem ehemaligen Deserteur Sarkis Kilikian, zu lange zögert, gelingt es den Türken, die Verteidigungslinien zu erobern und sich festzusetzen. In der Nacht entfachen die Belagerten mit in Petroleum eingetauchten Ästen ein Flammenmeer auf dem Musa Dağı und gehen zum Gegenangriff über. In einem erbitterten Nahkampf werden die türkischen Truppen besiegt und müssen ins Tal zurückweichen. Die armenischen Verteidiger erbeuten mehr als 200 Gewehre, Munition, Kochkisten und Lastesel mit Proviant.

#### Viertes Kapitel
Satos Wege
Die Kämpfe haben 113 Tote und viele Schwerverletzte gefordert. Durch das Feuer breitet sich tagelang Hitze und beißender Rauch auf dem Berge aus. Am 25. August wird Kilikian wegen eines Fehlverhaltens zu fünf Tagen Haft verurteilt. Am 26. August werden zwei Jugendliche ausgewählt, die ein Hilfeschreiben an ein englisches, französisches, amerikanisches oder italienisches Kriegsschiff in der Bucht von Alexandrette bringen sollen. Als dritter Jugendlicher wird Haik ausgewählt mit der Aufgabe, ein ähnliches Schreiben auf dem Landweg nach Aleppo zur amerikanischen Botschaft zu bringen.
Eine Aussprache des Ehepaares Bagradian misslingt. Juliette, die sich heimlich weiterhin mit Gonzague trifft, ist durch ihre Arbeit im Lazarett von einem fiebrigen Virus infiziert. Als Juliette und Gonzague vom Rat bei einem Liebestreffen überrascht werden, fällt Juliette in Ohnmacht. Gabriel trägt seine Frau ins Lazarett, ohne den Liebhaber zu beachten. Der Arzt stellt nach einigem Misstrauen fest, dass sie tatsächlich an dem lebensgefährlichen Virus erkrankt ist. Iskuhi und Gabriel pflegen die Kranke gemeinsam. Gabriel und Iskuhi saßen schweigend, dicht aneinander gedrückt und Hand in Hand auf dem Diwan. Er aber ließ kein Auge von der Kranken. Sonderbarste Lebensverwicklung! Der Betrogene diente – sie mit einer anderen betrügend – der Betrügerin. Gonzague muss das Lager und den Berg verlassen. In ihre persönlichen Sorgen und Pflichten eingebunden, haben die Bagradians ihre Aufsicht über Stephan vernachlässigt. So haben sie nicht bemerkt, dass er das Lager verlassen hat.

### Drittes Buch: „Untergang – Rettung – Untergang“

#### Erstes Kapitel
Zwischenspiel der Götter
Pastor Lepsius versucht, während eines Deutschland-Aufenthalts das Auswärtige Amt in Berlin erfolglos von der Notwendigkeit von Sanktionen gegen die türkische Regierung zu überzeugen. Anschließend reist er nach Istanbul. Bei dem Besuch einer Tekke, dem Zentrum einer Sufi-Bruderschaft, erfährt er, dass einflussreiche muslimische Geistliche der Auffassung sind, dass es Unrecht ist, was den Armeniern widerfährt. Der Scheich der Sufi-Bruderschaft und dessen Stellvertreter berichten, dass sie lange schon „für die Ausgetriebenen“ arbeiten und unter großen persönlichen Risiken das ihnen Mögliche zur Hilfe für die Armenier unternehmen.

#### Zweites Kapitel
Stephans Aufbruch und Heimkehr
Nachdem Stephan Haik gefunden hat, gehen sie den Weg Richtung Aleppo gemeinsam. Als Stephan jedoch an Fieber erkrankt, muss Haik ihn zurücklassen. Ein ihnen wohlgesinnter türkischer Bauer bringt Stephan in die Nähe des Musa Dağı zurück. Durch das Fieber ohne rechten Orientierungssinn verläuft sich Stephan. Er wird von türkischem Militär aufgegriffen, als Sohn Bagradians identifiziert und als vermeintlicher Spion getötet. Die Klageweiber finden den Toten und bringen ihn auf den Berg.

#### Drittes Kapitel
Der Schmerz
Auf Pastor Arams Idee hin versuchen junge Leute auf einem Floß und mit Schleppnetzen ausgerüstet vor den Klippen Fische zu fangen. Die Ausbeute bleibt aber sehr klein. Seine Frau Howsannah drängt ihn, auf seine Schwester Iskuhi einzuwirken, dass sie sich von Gabriel Bagradian fernhalten soll. Er spricht seine Schwester daraufhin an. Sie antwortet ruhig und fest: „Zwischen mir und Gabriel Bagradian ist nichts vorgegangen … Aber ich liebe ihn und werde bei ihm bleiben bis zum Ende!“ Als der Leichnam Stephans auf den Altarplatz gebracht wird, lässt Gabriel seinen Kopf ohne Tränen zu vergießen auf das Gesicht seines Sohnes sinken. Widerstandslos lässt er sich dann von Ter Haigasun und Bedros Hekim zum Dreizeltplatz führen. Er spricht kein Wort und Iskuhi hilft ihm, sich zu entkleiden und hinzulegen. Seine Zähne klappern und Schüttelfrost quält ihn. Juliette aber liegt daneben, fiebert und erfährt nichts vom Tode ihres einzigen Sohnes.

#### Viertes Kapitel
Zerfall und Versuchung
Eine Gruppe türkischer Infanterie raubt den Exilierten in der zweiunddreißigsten Nacht einen Großteil der verbliebenen Schafe, Hammel, Lämmer, Ziegen und Esel, die entgegen der Weisungen außerhalb der Verteidigungsgrenzen gehalten worden waren. Dem Agha Rifaat Bereket ist vom Militär erlaubt worden, mit den Eingeschlossenen auf dem Berg zu sprechen. Er bringt den Armeniern einen Brief des Pastors Harutiun Nokhudian an Ter Haigasun, Gabriel Bagradian aber bietet er die Möglichkeit an, mit ihm im Austausch für eine seiner Begleitpersonen unerkannt zu entkommen. Gabriel ist zu diesem Handel nicht bereit. Er antwortet: „Ich bin es gewesen, der den sieben Gemeinden die Idee eingegeben hat, auf den Musa Dagh zu gehn. … Ich bin und werde der Verantwortliche, der Schuldige sein, wenn in ein paar Tagen die Euern alles Lebendige in diesem Lager, ja selbst die Kranken und Säuglinge zu Tode foltern werden. Was meinst du, Agha? Kann ich mich da einfach davonmachen?“ Der Apotheker Krikor stirbt am folgenden Tag.

#### Fünftes Kapitel
Die Altarflamme
Am nächsten Tag, dem vierunddreißigsten Exiltag, sterben bis zum Abend 43 Menschen. Ihre Leichname werden über die Klippen hinaus ins Meer geworfen. Aufgrund der schlechten Ernährungslage, der Verletzungen und der allgemeinen Erschöpfung stirbt eine immer größer werdende Zahl von Kranken. Im Verlauf einer letzten Sitzung des Führerrats, in der Bagradian einen Ausbruchsplan zwecks Beschaffung von Lebensmitteln entwickelt, sieht sich Ter Haigasun angesichts unüberbrückbarer Differenzen zur Auflösung des Rats gezwungen. Es kommt zu einem Aufstand. Die ehemaligen Deserteure, die in der Südbastion unter sich sind, reißen unter Leitung von Kilikian Waffen und Lebensmittel im Hauptlager und am Dreizeltplatz an sich. Sie wollen einen Ausbruch aus der Belagerung versuchen. Teile des Lagers fangen Feuer. Im allgemeinen Tumult gibt es Tote und Verletzte. Doch nach wenigen Stunden geben die Männer auf und bringen Kilikian gefesselt zum Altarplatz zurück.

#### Sechstes Kapitel
Die Schrift im Nebel
Am Morgen des vierzigsten Tages der Verteidigung eröffnet Gabriel Bagradian das Geschützfeuer auf die vom osmanischen Militär eingenommenen Stellungen der Südbastion, während das osmanische Militär im Norden angreift. Doch inzwischen ist ein britisch-französischer Flottenverband, der auf dem Weg nach Ägypten war, durch den Widerschein des Feuers auf den Berg aufmerksam geworden und hat sich der Küste genähert. Der französische Geschützte Kreuzer „Guichen“ eröffnet das Feuer auf verschiedene türkische Siedlungen der Orontesebene. Aus Sorge davor, dass eine Auseinandersetzung mit der französischen und britischen Marine die Triple Entente dazu veranlassen könnte, an der verteidigungslosen osmanisch-syrischen Küste eine weitere Front im Ersten Weltkrieg zu eröffnen, ziehen sich die türkischen Truppen jäh zurück. Die ausgezehrten Armenier können sich mit ihren Kranken und Verwundeten auf die Kriegsschiffe retten.

#### Siebentes Kapitel
Dem Unerklärlichen in uns und über uns
Gabriel Bagradian hat sich unbemerkt auf dem Berg allein zurückgezogen und schläft an einem ruhigen Platz ein. Als er erwacht, sieht er, dass die Flotte abgelegt hat. Er bleibt vollkommen ruhig und macht unerklärlicherweise keine Anstalten, auf sich aufmerksam zu machen, sondern besteigt den Berg und geht schließlich zum Grab seines Sohnes. Die zweite Türkenkugel durchschmetterte ihm die Schläfe. Er klammerte sich ans Holz, riss es im Sturze mit. Und das Kreuz des Sohnes lag auf seinem Herzen.

## Form, Sprache, Namen
Werfels Erzählstil weist sowohl auktoriale als auch multiperspektivische Elemente auf, da der Erzähler sich sowohl von Figur zu Figur als auch als Zuschauer bewegt. Der Roman ist von einer engen Verbindung zwischen dem Bewusstsein des Erzählers und dem seiner Figuren geprägt.
Eine Besonderheit liegt in der Namenswahl Franz Werfels. So ist der Name Bagradian an das alte armenische Königsgeschlecht der Bagratiden angelehnt.

## Rezeption

### Verbot in Deutschland und internationaler Erfolg
Auf einer Vorlesungsreise in verschiedenen deutschen Städten im November 1932 wählte Franz Werfel das fünfte Kapitel des ersten Buches zu einem Vortrag aus. Als das über 900 Seiten starke Buch im November 1933 in zwei Bänden erschien, erhielt Die vierzig Tage des Musa Dagh viel positive Kritik von österreichischen und Schweizer Rezensenten. Im Februar 1934 wurde Die vierzig Tage des Musa Dagh auf erheblichen Druck der türkischen Regierung in Ankara in NS-Deutschland in Zusammenhang mit § 7 der Verordnung des Reichspräsidenten zum Schutze des Deutschen Volkes wegen „Gefährdung öffentlicher Sicherheit und Ordnung“ verboten. Werfel selbst wurde im Entstehungsjahr des Romans aus der Preußischen Akademie der Künste ausgeschlossen. Auch in der Türkei wurde das Buch durch ein Dekret von Ministerpräsident İsmet İnönü im Januar 1935 verboten.
Von einer ersten englischen Übersetzung, die im November 1934 veröffentlicht wurde, verkauften sich in den ersten zwei Wochen 34.000 Exemplare. Nach und nach entstanden 34 Übersetzungen. Die Vierzig Tage des Musa Dagh stellten ein kleines PR-Desaster für die moderne, säkulare Republik Türkei unter Präsident Mustafa Kemal Atatürk dar, der die Türkei von der alten osmanischen Vergangenheit und den Jungtürken, die den größten Teil des Reiches im Ersten Weltkrieg verloren hatten, abgrenzen wollte. Von den im Exil lebenden Armeniern wurde der Roman mit großer Zustimmung aufgenommen. Auf einer Reise nach Amerika im Jahre 1936 wurde Franz Werfel in New York von den Armeniern gefeiert. In einer armenischen Kirche sagte ein Priester während einer Predigt: „Wir waren eine Nation, aber erst Franz Werfel hat uns eine Seele gegeben.“
Der Deutsche Bundestag, das Parlament Deutschlands, hat die 1915/16 begangenen Massaker an den Armeniern im Osmanischen Reich am 2. Juni 2016 als Völkermord bezeichnet. Der türkische Staatspräsident Recep Tayyip Erdoğan hat diesen Beschluss heftig kritisiert.

### Rezeption innerhalb des Judentums
Das Buch wurde von vielen Juden gelobt, die darin Anspielungen auf das Judentum und Israel sahen.
Musa Dagh wird oft mit dem Widerstand in den jüdischen Ghettos während des Zweiten Weltkriegs verglichen. Eines von ihnen, das Ghetto Białystok, fand sich in der gleichen Situation wie der Musa Dagh. Im Februar 1943 wurde Mordechai Tenenbaum vom Wilnaer Ghetto geschickt, um den Widerstand in Białystok zu organisieren. Aus den Aufzeichnungen der Sitzungen: „Nur eins bleibt für uns: den kollektiven Widerstand im Ghetto zu organisieren, um jeden Preis! Das Ghetto als unseren Musa Dagh zu betrachten, um ein ehrenvolles Kapitel des jüdischen Bialystok und unserer Bewegung in die Geschichte zu schreiben!“ so Tenenbaum.

Exemplare des Buches gingen von Hand zu Hand unter den Ghetto-Verteidigern, die ihre Situation mit den Armeniern verglichen. Nach umfangreichen statistischen Aufzeichnungen von Hermann Kruk in der Wilnaer Ghetto-Bibliothek wurde dieses Buch zum beliebtesten unter der Ghetto-Leserschaft, wie auch in den Memoiren von Überlebenden, die in der Bibliothek gearbeitet haben, berichtet wird.
1942 erwogen viele Juden im Britischen Mandatsgebiet Palästina einen Rückzug mit Verteidigung auf dem Karmelberg wegen eines möglichen Einmarsches der Nazis in der Region. Benannt als „Northern Program“, „Carmel-“, „Massada-“ oder „Musa-Dagh-Plan“, war es gedacht als ein Bollwerk gegen die Nazi-Angriffe. Meir Batz, einer der Führer der jüdischen Milizen, der auch den Roman gelesen hatte, erklärte, dass die Gemeinschaft den Karmel in den Musa Dagh des palästinensischen Judentums wandeln wolle … „Wir setzten unser Vertrauen in die Stärke des jüdischen Musa Dagh und waren entschlossen, auszuhalten für mindestens drei bis vier Monate.“

### Adaptionen
Noch bevor der Roman auf Englisch veröffentlicht wurde, sicherte sich Irving Thalberg von Metro-Goldwyn-Mayer (MGM) die Filmrechte an Die vierzig Tage des Musa Dagh. MGM begann 1934 mit der Vorproduktion und besetzte den aufstrebenden Jungstar Clark Gable für die Rolle des Gabriel Bagradian. Als Ende 1934 in der Hollywood-Presse Berichte über den Film erschienen, wurde der türkische Botschafter in den Vereinigten Staaten, Mehmed Münir Ertegün, von seiner Regierung angewiesen, den Film zu verhindern. Als Nachfolgestaat des Osmanischen Reiches war die Türkei darauf bedacht, jede Erwähnung des Völkermordes an den Armeniern zu unterdrücken. Ertegün intervenierte bei dem US-Außenministerium. Der Produktionschef von MGM wollte den Film dennoch produzieren. Im Gespräch mit einem MGM-Offiziellen drohte Ertegün daraufhin: „Wenn der Film gemacht wird, wird die Türkei eine weltweite Kampagne gegen ihn starten. Es entfacht die armenische Frage neu. Die armenische Frage ist geklärt.“ Angesichts darauf folgender Boykott-Androhungen in der türkischen Presse gegen die „jüdische Firma“ MGM und ihr „feindliches“ Filmprojekt gab Louis B. Mayer von MGM den türkischen Forderungen schließlich nach und verfolgte das Filmprojekt nicht weiter.
Nach einem weiteren erfolglosen Versuch zur Verfilmung des Werks in den frühen 1960er Jahren durch den englischen Verleger Gordon Landsborough verkaufte MGM die Rechte an Die vierzig Tage des Musa Dagh in den 1970er Jahren. Nach mehreren gescheiterten Versuchen wurde der Roman schließlich 1982 verfilmt, unter der Regie von Sarky Mouradian und mit einem Drehbuch von Alex Hakobian (Forty Days of Musa Dagh, USA, 143 Min.). Es handelte sich um eine Low-Profile-Produktion. Spätere Versuche von Sylvester Stallone (2006) und Mel Gibson (2009) zu Verfilmungen wurden in Zusammenhang mit E-Mail-Kampagnen gegen die jeweiligen Projekte durch türkische Interessengruppen aufgegeben.
Der Theaterregisseur Hans-Werner Kroesinger realisierte 2015 in Berlin das Theaterprojekt Musa Dagh – Tage des Widerstands (Maxim Gorki Theater, 7. März 2015), das in den Feuilletons sehr positive Rezensionen verzeichnete.

## Ausgaben
- Die vierzig Tage des Musa Dagh. Erstausgabe in zwei Bänden:
  - Band 1: Das Nahende. Zsolnay, Berlin 1933.
  - Band 2: Die Kämpfe der Schwachen. Zsolnay, Berlin 1933.
- Die vierzig Tage des Musa Dagh. Zwei Bände, Forum Exilverlagsgemeinschaft, Bermann-Fischer, Allert de Lange und Querido, Niederlande. 1935.
- Die vierzig Tage des Musa Dagh. Aufbauverlag, Berlin 1955, DNB 550357955 (Lizenz des Fischer Verlags Frankfurt am Main: „Ausgabe für sozialistische Länder“).
- Die vierzig Tage des Musa Dagh. Fackelverlag, Olten/Stuttgart/Salzburg 1969; Lizenzausgabe.
- Die vierzig Tage des Musa Dagh. Taschenbibliothek der Weltliteratur, Aufbau-Verlag, Berlin und Weimar 1978 (Lizenzausgabe für den Aufbau-Verlag mit Genehmigung der S. Fischer Verlag GmbH Frankfurt a. M.)
- Die vierzig Tage des Musa Dagh. Roman (= Knaur-Taschenbücher. Band 178).
- Die vierzig Tage des Musa Dagh. Fischer, Frankfurt am Main 1997, ISBN 3-10-391008-8; Fischer Taschenbuch, Frankfurt am Main 1990, ISBN 978-3-596-29458-9; 2006, ISBN 978-3-596-17211-5, ISBN 978-3-596-90362-7.
- Die vierzig Tage des Musa Dagh. Anaconda Verlag, Köln 2016, ISBN 978-3730603437 (online im Projekt-Gutenberg).

### Hörspiele
- Die vierzig Tage des Musa Dagh. Hörspiel-Produktion in acht Teilen des ORF-Landesstudios Wien 1967 (Wh 2016), Bearbeitung: Michael Haneke, Regie: Hans Krendlesberger.[9]
- Die vierzig Tage des Musa Dagh. Hörspiel-Produktion des SWR/NDR/HR 2015, Bearbeitung und Regie: Kai Grehn, Zeit: fast 3h. ISBN 978-3-8445-1829-0.[10]

### Hörbücher
- Die vierzig Tage des Musa Dagh. Gekürzte Lesung mit Christian Brückner, SWR 1993. Als Hörbuch auf zwei mp3-CDs, Freiburg i.Br.: Audiobuch-Verlag, 2008.
- Die vierzig Tage des Musa Dagh. Ungekürzte Ausgabe mit Wolfgang Schrader zu 41 Stunden und 49 Minuten, GD Publishing 2022.